# Ладвел, Филип
Фили́пп Ладвел III (иногда Лудвелл; англ. Philip Ludwell III; 28 декабря 1716 — 27 марта 1767, Лондон) — американский и британский аристократ, полковник, первый православный американец.

## Биография
Его дед, Филип Ладвел I, был первым британским губернатором Каролины (тогда ещё единой), а отец, Филип Ладвел II, — членом Виргинской Палаты представителей. Среди родственников Ладвелла — два президента Соединённых Штатов и знаменитый генерал Конфедерации Роберт Ли.
31 декабря 1738 года в Лондоне, в возрасте 22 лет перешёл в Православие. Святейший синод Русской Православной Церкви благословил его вернуться в Вирджинию со Святыми Дарами.
Возглавлял в Уильямсбурге, Вирджиния, православную общину.
Несмотря на то, что Ладвелл жил через океан от ближайшей православной церкви, он никогда не оставлял православной веры, хотя, вероятно, вынужден был скрывать своё обращение от британских властей. Он довольно часто путешествовал в Лондон, и в 1762 году взял с собой трёх своих дочерей, чтобы они приняли таинство миропомазания.
Будучи в Вирджинии, перевёл Литургию Иоанна Златоуста, служимую без диакона и Литургию Василия Великого, служимую без диакона. Он также перевёл труд «Православное исповедание Соборной Апостольской Восточной Церкви» (англ. The Orthodox Confession of the Catholic and Apostolic Eastern Church), опубликованный в 1762 году, и написал свой собственный труд под названием «Поведение до, во время и после богослужения в Церкви» (англ. How to behave before, at, and after the Divine Service in the Church).
Своих троих дочерей Воспитал в Православной вере, и что они были воцерковлены в Лондоне в 1762 году. Некоторые из его потомков исповедовали Православие ещё несколько поколений после смерти Ладвелла.
Его знали как веселого и жизнерадостного человека, ценящего гостеприимство и заботившегося о нуждах бедных.
Скончался 27 марта 1767 году в Лондоне. Отпевание состоялось в Русской Церкви в Лондоне в понедельник 19/30 марта 1767 года.

## Память
В феврале 2012 года первоиерарх РПЦЗ митрополит Иларион (Капрал) благословил приходам Восточно-Американской епархии ежегодно служить панихиду в день смерти Филиппа Ладвелла.
16 марта 2014 года в часовне в здании колледжа под названием Рэн (Wren Building), которое находится в 10-ти минутах ходьбы от дома полковника Филиппа Лудвелла, по просьбе Православного братства университета College of William & Mary, митрополит Иона (Паффхаузен) отслужил Божественную литургию в часовне Wren Chapel в Уильямсбурге, шт. Вирджиния, в сослужении иерея Иоанна Джонсона и протодиакона Леонида Михайличенко. На Литургии присутствовали около 70 человек, включая многочисленных православных из приходов разных юрисдикций Вирджинии.
Перевод «Божественной и святой литургии свят. Григория Двоеслова как она совершается без диакона» («The Divine & Holy Liturgy of St. Gregory the Dialogist as it is Performed without a Deacon»), выполненный полковником Лудвеллом был переписан с оригинального текста чтецом Николаем Чапманом и подготовлен для использования во время службы с диаконом чтецом Петром Гарднером. Он также был обновлен, чтобы соответствовать современному использованию, и к нему было добавлено краткое предисловие. Издание было опубликовано в конце февраля 2015 года в издательстве St. Polycarp Press (гор. Александрия, шт. Вирджиния). 20 марта в Иоанно-Предтеченском соборе города Вашингтона, окр. Колумбия, была отслужена историческая Литургия Преждеосвященных Даров по переводу Ладвела. Литургию отслужили иерей Иоанн Джонсон (клирик собора) и диакон Герман Рикеттс.